# Álvaro Cuervo García
Álvaro Cuervo García (Carreño, Astúries, 30 de maig de 1942 és un economista espanyol. Els seus camps de recerca són l'empresa pública i la seva privatització, finances, direcció estratègica i empresarial, i responsabilitat social i govern corporatiu.

## Biografia
Va estudiar peritatge i professorat mercantil a l'Escola de Comerç de Gijón, acabant els seus estudis en 1961. Es va llicenciar en Ciències Econòmiques i Empresarials per la Universitat Complutense de Madrid en 1964 i va obtenir el doctorat en Ciències Econòmiques per la mateixa universitat en 1971. Des de 1976 ocupa la càtedra d'Economia de l'empresa. També és diplomat en Estadística (1973) i en Psicologia industrial (1975) per la Universitat Complutense.
Va participar en els processos de sanejament de la crisi bancària que va experimentar Espanya entre 1977 i 1985. Va ser president de la Banca Masaveu (1983-1984), conseller interventor, nomenat pel Banc d'Espanya, del Banc d'Astúries (1980-1982) i del Banco Occidental (1981-1982). Ha estat Conseller de Ginés Navarro Construcciones, S.A., del Gruplo Thyssen Industrie, de TAFISA, i de la Sociedad Explosivos Río Tinto.
Des de 1991 és acadèmic en la categoria corresponent nacional de la Reial Acadèmia de Ciències Econòmiques i Financeres.
Ha estat Catedràtic a la Universitat de Valladolid i a la d'Oviedo i del CIDE (Mèxic), Professor Visitant al Salomon Center (Stern School of Business) a la Universitat de Nova York i a l'Institute of Management and Innovation de la Universitat de Califòrnia, Berkeley.
Des de 2007 és director del Colegio Universitario de Estudios Financieros (CUNEF). Actualment (2016) és membre dels Consells d'Administració d'ACS, Bolsas y Mercados Españoles (BME), SONAE Industria i SONAE SGPS, S.A. (Portugal) i del Consell Consultiu de Privatitzacions del Govern Espanyol.

## Honors, premis i distincions
- Premi Rei Jaume I d'Economia (1992)[7]
- Premi d'Economia de Castella i Lleó Infanta Cristina (1999)
- Doctor Honoris Causa per les Universitats d'Oviedo (1994), Lleó (2002), Castella-La Manxa (2006),[8] Las Palmas de Gran Canària[9] i Salamanca[10] (2008).

## Obra

### Llibres
- Cuervo García, Álvaro. Manual de sistema financiero español. 25.ª.  Barcelona: Ariel Economía, 2014. ISBN 978-84-344-0973-6.
- Álvaro Cuervo García. La crisis bancaria en España, 1977-1985: causas, sistemas de tratamiento y coste.  Ariel, 1988. ISBN 978-84-344-1079-4.
- Álvaro Cuervo García; Ana Isabel Fernández; Colegio de Economistas de Madrid La banca española de los noventa.  Colegio de Economistas, 1990.
- Álvaro Cuervo García. Análisis y planificación financiera de la empresa.  Civitas, 1994. ISBN 978-84-470-0322-8.
- Álvaro Cuervo García. La privatización de la empresa pública.  Encuentro, 10 desembre 1997. ISBN 978-84-7490-461-1.
- Álvaro Cuervo García. Introducción a la administración de empresas.  Civitas, 1999. ISBN 978-84-470-1315-9.

### Publicacions
- Cuervo García, A., Villalonga Morenés, B. (2000). “Explaining the variance in the Performance Effects of Privatization”. Academy of Management Review, vol. 25, nº 3, pp. 581–590.
- Cuervo García, A. (2002). “Corporate governance Mechanisms: A plea for less code of good governance and more market control”. Corporate Governance an International Review, vol 10, nº 2, pp. 84–93.
- Cuervo García (2002). “De la economía de la empresa a la administración de empresas. Reflexiones sobre los estudios de empresa en España”, en: Economía y Economistas. La consolidación académica de la Economía. Tomo 7, La consolidación académica de la economía. Fuentes Quintana, E. (Director), Galaxia, Gutemberg. Barcelona, pp. 845–875.
- Cuervo García, A. (2003). “La creación empresarial. De empresarios y directivos”, en: Creación de empresas. Entrepreneurship. Universidad Autónoma de Barcelona, Servei de Publicions, pp. 49–73.
- Cuervo García, A. et al. (2003). “Creación empresarial y dominio de mercado: El caso del departamento de justicia de los Estados Unidos contra Microsoft”, Información Comercial Española (ICE), vol. 808, pp. 217–233
- Cuervo García, A. (2003). “La Empresa Pública entre 1978 y 2003. De la Justificación a la Privatización”. Economía Industrial, nº 349, pp. 233–248.
- Cuervo García, A. et al. (2004). “The stock market reaction to the introduction of best practices codes by Spanish firms”. Corporate Governance an International Review, vol. 12, pp. 29–46.
- Cuervo García, A. (2004). “El Gobierno de la empresa un problema de conflicto de intereses” en Gobierno de la Empresa. E. Bueno, ed. Pirámide, Madrid. pp. 115–138.
- Cuervo García, A (2004). “Empresa Pública y Privatización”. Papeles de Economía Española, nº 100-vol. II, pp. 147–162.
- Cuervo García, A. (2005). “Individual and environmental determinants of entrepreneurship”. International Entrepreneurship and Management Journal, vol. 1, nº 3, septiembre, pp. 293–311.
- Cuervo García, A. (2006). “Ousoursing y deslocalización: elementos de búsqueda de la ventaja competitiva. En Claves de la Economía mundial 06. Instituto Español de Comercio Exterior (ICEX). Madrid. Pp. 129-139.
- Cuervo García, A., Ribeiro D., Roig, S. (Editores) 2007. Entrepreneurship. Concepts, Theory and Perspectivas. Springer. Berlín.
- Cuervo García, A., et al. 2007. “Entrepreneurship: concepts, theory and perspectiva. Introduction”. En Cuervo García, A. et al. (Edts): Entrepreneurship. Concepts, Theory and Perspectivas. Springer. Berlín. pp. 1–23.
- Cuervo García, A., et al. 2007. “The substitution effect between managerial control mechanisms and its effect on the creation of value in referente to firm diversification”. Corporate Ownership & Control, vol. 5, nº 1, pp. 382– 396.